# Prästamarken
Prästamarken är ett kommunalt naturreservat i Åstorps kommun i Skåne län.
Området är naturskyddat sedan 2016 och är 6 hektar stort. Reservatet ligger strax norr om Kvidinge och består till största del av ekdominerad gammal ädellövskog som har utnämnts till nyckelbiotop av Skogsstyrelsen.
Naturreservatet består av om två delområden, en ädellövskog med vildvuxna våtmarksområden och upp till 300 år gamla träd, och ett öppet område med buskar som kommer att utvecklas till slåtteräng. Vid en inventering år 2013 identifierades 46 fågelarter, 29 arter av träd och buskar, 57 kärlväxtarter och 63 insektsarter i området. Bland rödlistade arter kan nämnas mindre hackspett, ask, desmeknopp, gulringad vedharkrank och boktigerfluga.

## Bildgalleri

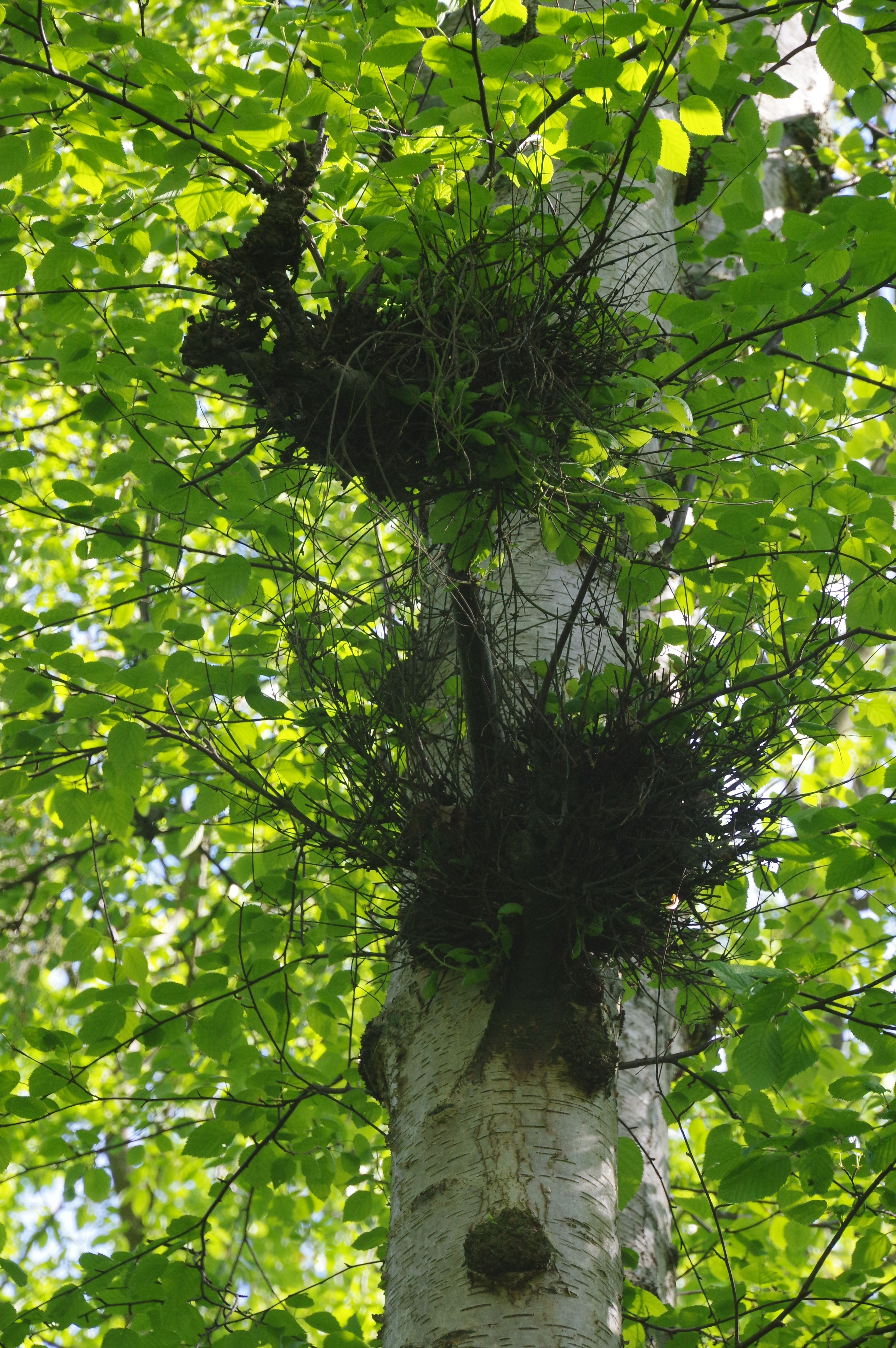
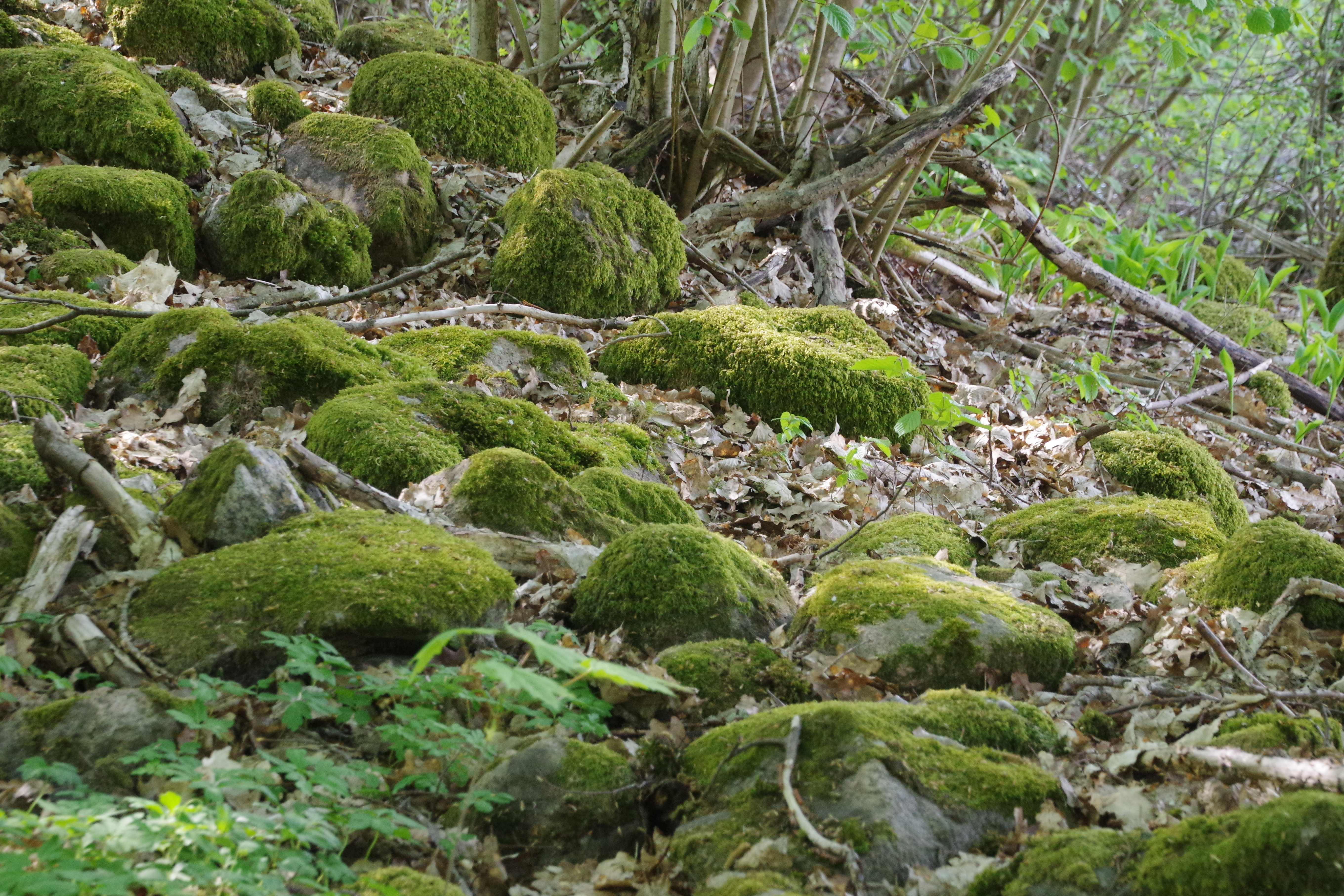
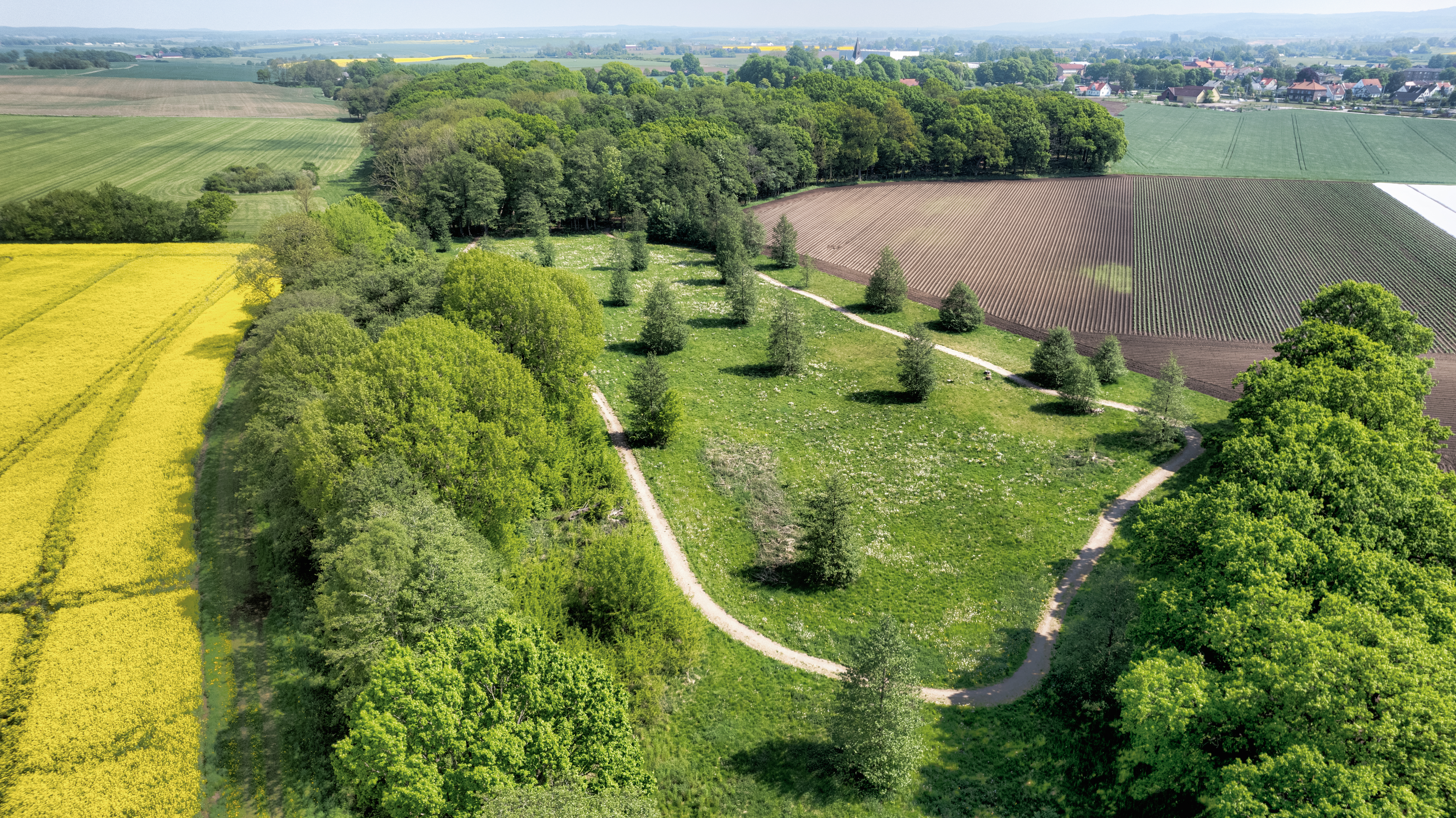
Reservatets öppna område med ädellövskogen i bildens ovandel.
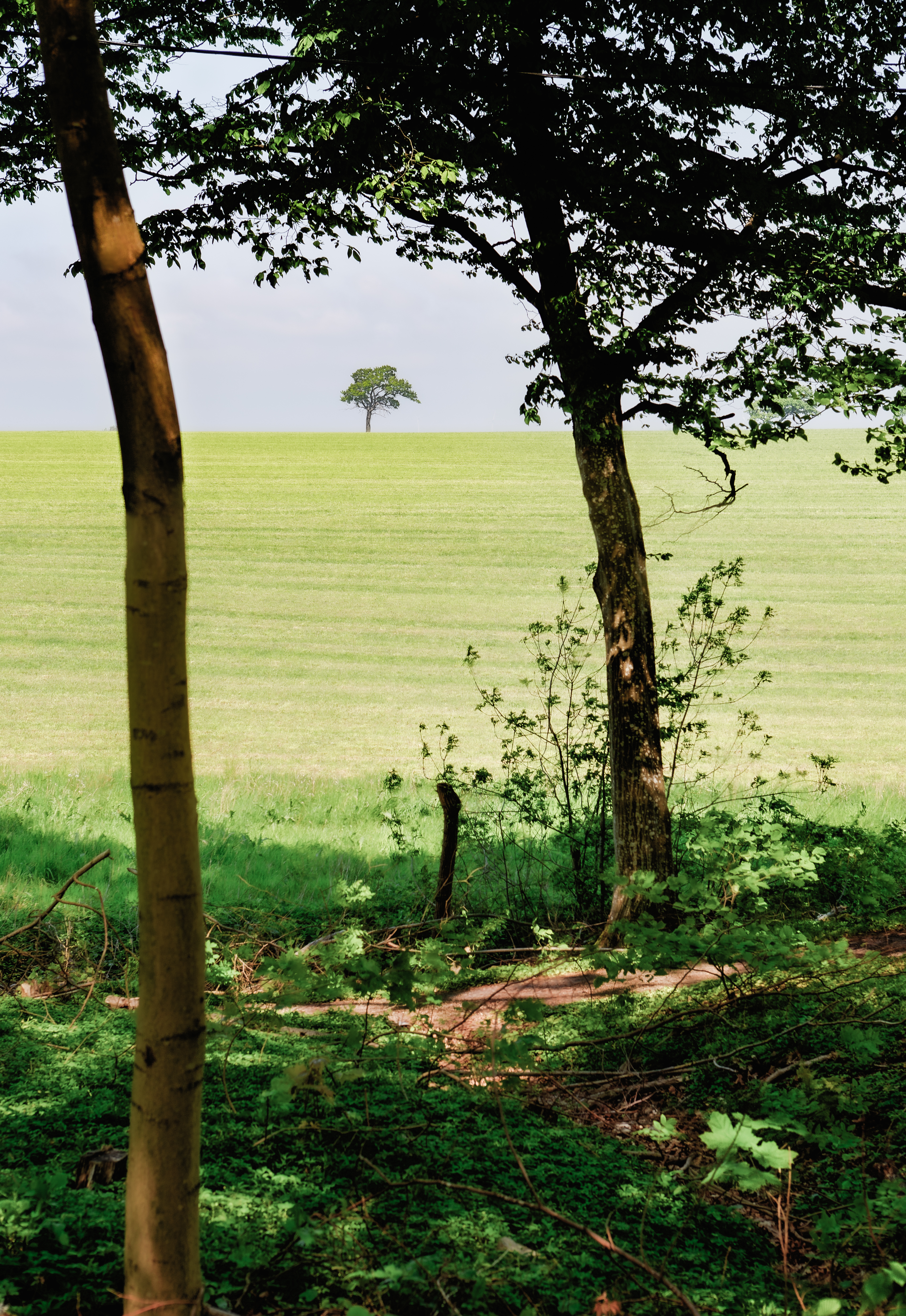
Naturreservatet gränsar till åkermark